# Foyer municipal de Roquefort (Landes)
Le foyer municipal de Roquefort est un bâtiment public situé sur la commune de Roquefort, dans le département français des Landes. Initialement employé comme salle des fêtes et salle de réunions syndicales, il est de nos jours un cinéma.  L'édifice se voir décerner le label « Patrimoine du XXe siècle » pour sa qualité architecturale, remplacé en 2016 par le label « Architecture contemporaine remarquable ».

## Présentation
Le foyer municipal de Roquefort est l'œuvre de l'architecte Franck Bonnefous. Alliant les styles art déco et néobasque, il est orné d'un bas-relief en trois parties, réalisé par le sculpteur Lucien Danglade (1891-1951), élève de Charles Despiau, selon technique du champlevage et évoquant le passé économique de la commune :
- à gauche, un faucheur et la forêt des Landes sont représentés ;
- au centre, un bâtiment industriel surmonté de trois cheminées ;
- à droite, vigneron dans son chai et le vendangeur en arrière-plan[2].

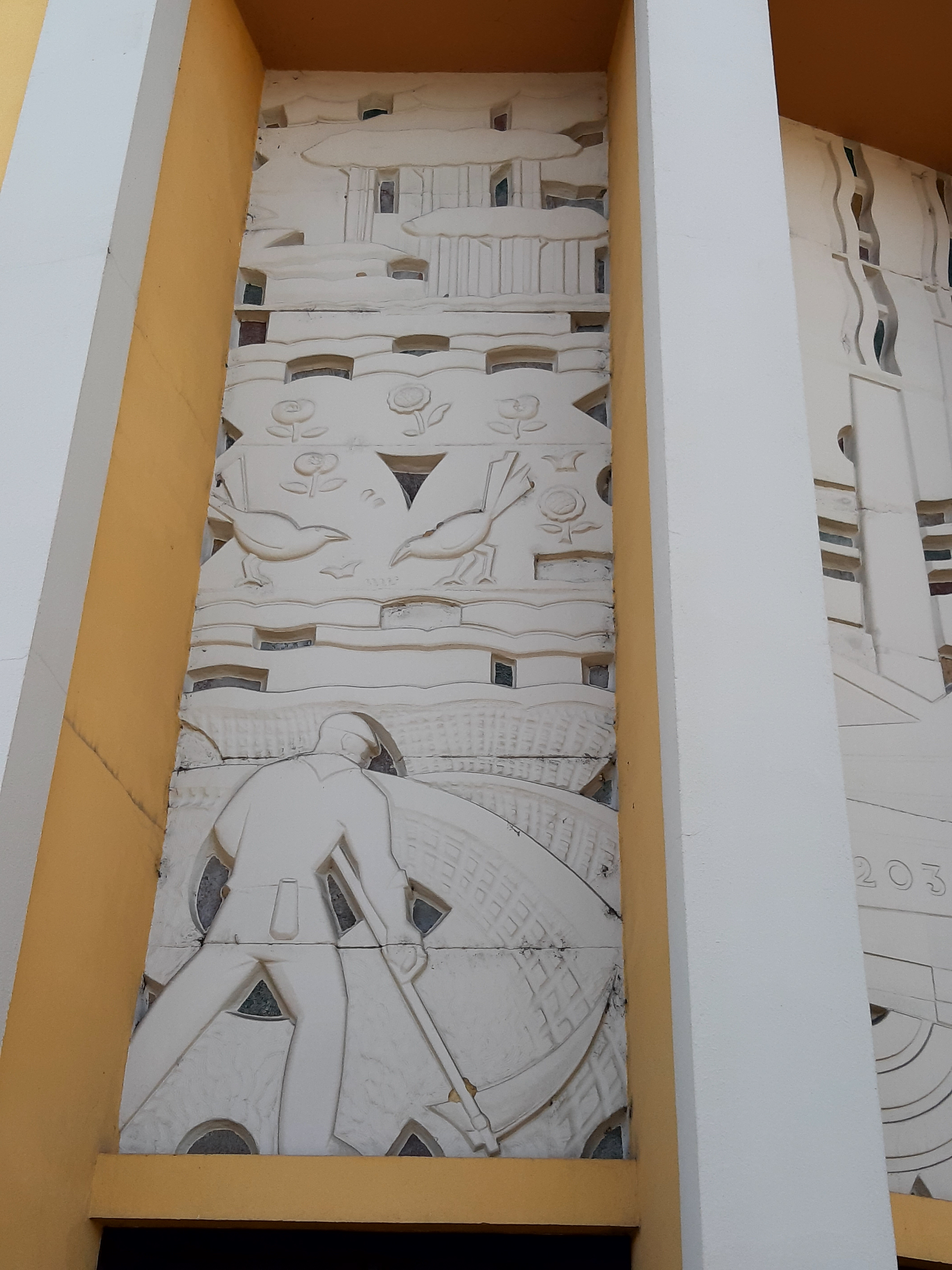
faucheur et forêt des Landes
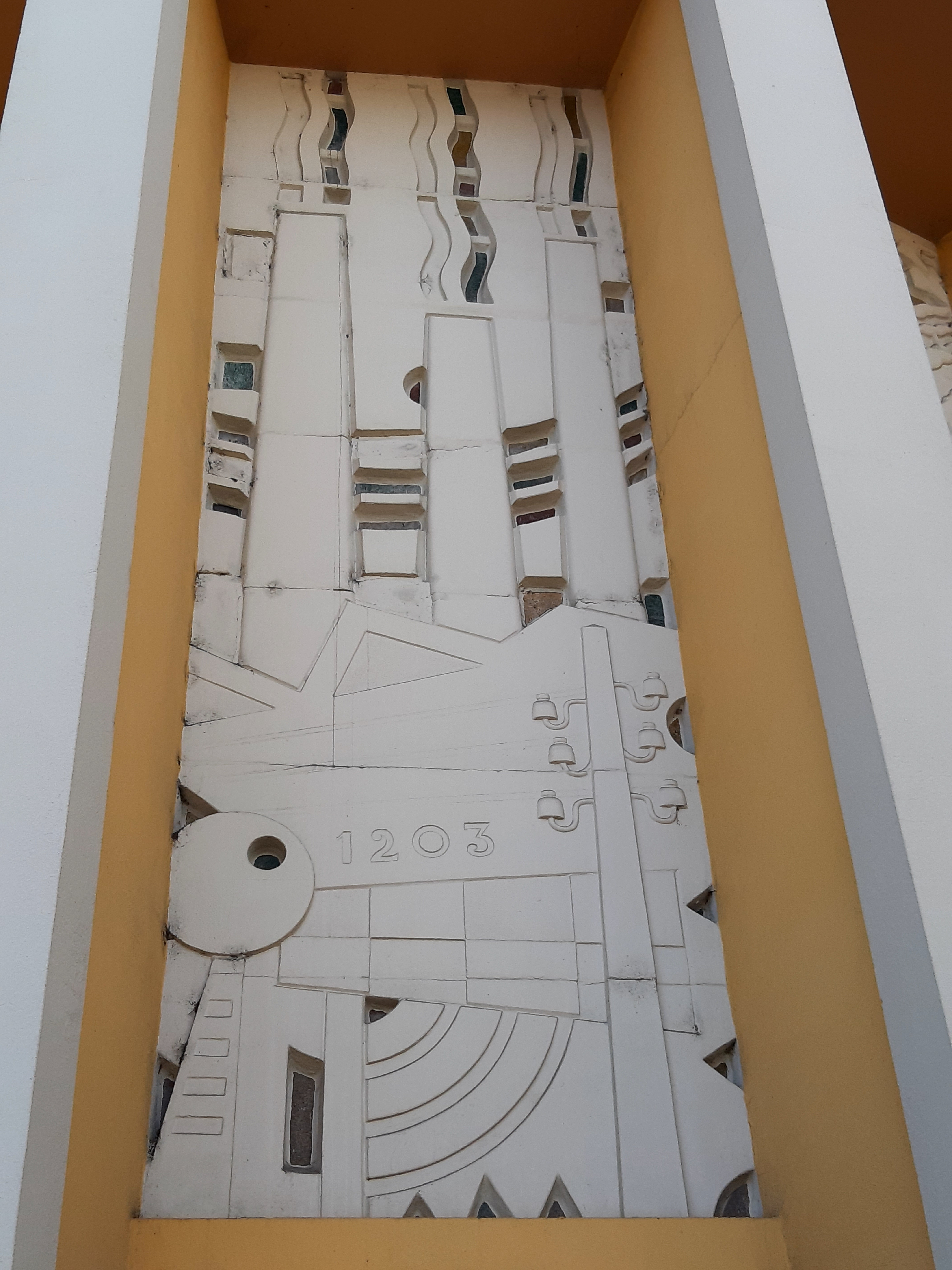
bâtiment industriel surmonté de trois cheminées
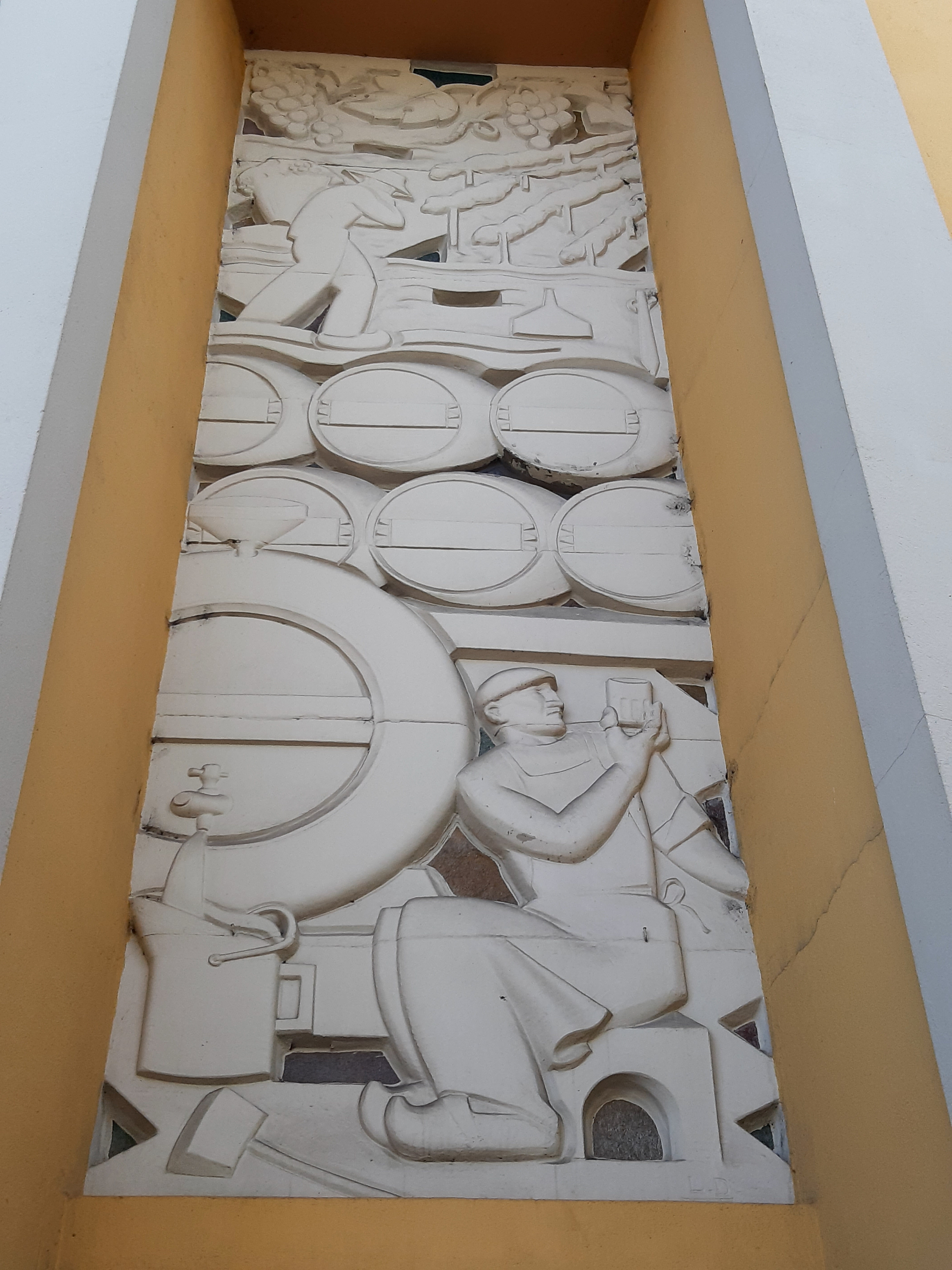
vigneron dans son chai et le vendangeur en arrière-plan

### Historique
Les travaux débutent en 1936 et l'inauguration a lieu le 16 avril 1939 par Victor Cazenave, alors maire de Roquefort et conseiller général des Landes de 1935 à 1944. L'édifice est réhabilité et inauguré le 23 mai 2008 par Pierre Chanut, alors maire de Roquefort, avec le concours d'Henri Emmanuelli, président du Conseil général des Landes, de Alain Vidalies, député des Landes, d'Etienne Guyot, préfet des Landes.